# ミリアム・ストックリー
ミリアム・ストックリー（Miriam Stockley、1962年4月15日 - ）は、南アフリカ共和国出身の女性ボーカリスト。12歳の頃から母国で活動を始め、英国へ移住後はフレディ・マーキュリーやカイリー・ミノーグらの作品でバック・ボーカルを務めたほか、BBCで放送されていた風刺人形劇「Spitting Image」にも声優として参加していた。
セッション・ミュージシャンのサイモン・ゴールデンバーグとジェフ・マコーミックによるフィアットのCM音楽にボーカリストとして参加、これが評判となったため3人はプレイズ（Praise）というユニットを結成、1991年にシングル「オンリー・ユー」（フィアットCM曲のフルバージョン）、翌年にセルフ・タイトルのアルバムを発表する。セカンド・シングル「イージー・ウェイ・アウト」は日本でも一部のFM局で評判になった。
作曲家のカール・ジェンキンスとマイク・ラトリッジによるデルタ航空のCM音楽にボーカリストとして参加、これが評判となり1995年に結成されたアディエマスのメイン・ボーカルとして脚光を浴びる。2001年9月の日本公演時に来日。
1999年からソロ活動を行っており、2001年にアディエマスを離れた後、拠点を米国へと移す。
影響を受けた歌手・バンドとしてイーグルス、カーペンターズ、TAKE 6、ピーター・ガブリエルを挙げている。

## ディスコグラフィ

### ソロ・アルバム
- 『ミリアム』 - Miriam (1999年)
- 『セカンド・ネイチャー』 - Second Nature (2001年)
- 『エターナル』 - Eternal (2007年)

### アディエマス
※「アディエマス#ディスコグラフィ」を参照

### バンド・アンサンブル・アルバム
- AO Music : Twirl (2009年)
- AO Music : ...and Love Rages On! (2011年)
- AO Music : Hokulea (2013年)
- AO Music : Asha (2017年)